# Aleksander Gieysztor

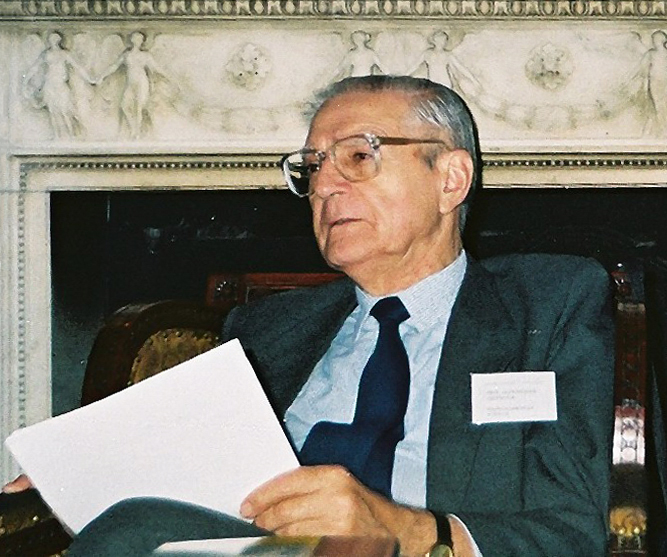
Aleksander Gieysztor, 1995.

Aleksander Gieysztor, född den 17 juli 1916 i Moskva, död den 9 februari 1999 i Warszawa, var en polsk medievist.
Han promoverades till doktor honoris causa vid Jagellonska universitetet i Kraków 1996.